# Telipogon bergoldii
Telipogon bergoldii là một loài thực vật có hoa trong họ Lan. Loài này được (Garay & Dunst.) Senghas & Lückel miêu tả khoa học đầu tiên năm 1994.